# Елітаризму підхід в історичній науці
Елітаризму підхід в історичній науці — методологічний напрям в історіографії, згідно з яким рушійним чинником історичного процесу є дії провідної верстви суспільства — еліти.
Своїми коріннями підхід сягає античної філософії (Платон, Арістотель) та історіографії доби Відродження (італійський політичний мислитель Ніколо Макіавеллі). Як науковий напрям він сформувався в політичній історії 18–19 ст. під впливом ідей романтизму (Т. Карлейль) та волюнтаризму (Фрідріх Ніцше). У 2-й половині 19 ст. стає складовою частиною державницького напряму в історіографії Німеччини, Польщі, Російської імперії, а в 20 ст. і в Україні (В. Липинський, В. Дорошенко; див. Державницький напрям в українській історіографії). На початку 20 ст. він збагачується ідеями з соціології та політичних наук (італійські соціологи В. Парето, Г. Моска, Р. Міхельс), зазнає впливу з боку консерватизму (Х. Ортега-і-Гассет, П. Вірек, американський соціолог Д. Белл та ін.) та інтелектуальних течій критики т. зв. масового суспільства (див. Масового суспільства теорія) і близьких до них циклічності теорій (О. Шпенглер,  А.-Дж. Тойнбі).
Первісно поняття «еліта» тлумачилося як спадкова аристократія чи як аристократія духу. Поступово воно «соціологізувалося» і сьогодні ототожнюється переважно з такими поняттями, як «професійна еліта» (В. Парето), «провідна верства» (В. Липинський), «активна меншість» (А.-Дж. Тойнбі), «меритократія» (П. Вірек), «білі комірці» (Д. Белл). Подекуди воно визначається в біоенергетичному сенсі, наприклад, як «пасіонарії» (Л. Гумільов). Проблеми еліти є важливим напрямом досліджень у соціальній історії та антропології історичній.